# Antonín Klášterský
Antonín Klášterský (25. září 1866 Mirovice – 3. října 1938 Praha) byl český úředník, básník a překladatel.

## Život
Pocházel z původem šlechtické rodiny Klášterských z Rosengartenu). Narodil se v rodině obchodníka Antonína Klášterského a Marie Klášterské-Haincové (1842). Měl tři vlastní sourozence: Annu (1869), Richarda (1871–1872) a Viktora (1873) a pět nevlastních, z otcova prvního manželství s Marií Vlkovou: Ottu (1850), Eduarda (1852), Matildu (1854–1873), Jána (1856) a Marii Bibovou (1857). Oženil se s Antonií Říhovou (1868) a měl s ní syna Ivana (1901–1979) botanika a dceru Evu (1904).
Rodina kvůli obchodnické profesi otce brzy přesídlila do Prahy, proto Antonín absolvoval školy v Praze. Po vystudování Právnické fakulty Německé univerzity (rok 1890) zastával různé úřední funkce až do svého odchodu do penze v roce 1926. Jako úředník se podílel například na vypracování nového stavebního řádu pro Prahu. Ve volném čase psal a překládal poezii, kterou publikoval nejprve časopisecky, později knižně (celý život ale přispíval do mnoha časopisů). První básně mu otiskli v roce 1885 v časopisech Světozor a Lumír, v roce 1888 vyšla knížka veršů pod názvem Ptačí zpěv a jednoaktová hra Salon paní starostové. V roce 1897 byl zvolen dopisujícím členem České akademie věd a umění, od roku 1923 byl řádným členem a později tajemníkem její IV. (umělecké a literární) třídy. Byl redaktorem Sborníku světové poezie, členem družstva a redakční rady Zvonu, člen ředitelství Svatoboru, Společnosti Jaroslava Vrchlického, Společnosti antické kultury. Byl jedním ze zakladatelů Spolku českých spisovatelů beletristů Máj, pořádal dětské besedy Máje a redigoval knihovnu pro mládež.
Jeho básně (převážně milostná či přírodní lyrika) jsou prosté, tiché a uhlazené. Jsou velmi blízké dílu J. Vrchlického, někdy bývá označován za jeho epigona, jindy za „žáka“. Kritik F.X.Šalda, přítel ze studií, Klášterskému vytýkal malou originalitu tvorby, a následná polemika byla příčinou konce přátelství, které se změnilo v otevřenou nenávist. Ve své době byl velmi ceněn, dnes není příliš známý. Jako jeden z prvních českých básníků věnoval pozornost sociálním námětům (Písně práce, 1891). Jeho pozdější básně přepadají k vlastenecké a politické lyrice, stále silná zůstává přírodní lyrika. Některé básně psal dokonce v chodském nářečí. Na Chodsku rád trávil u přátel letní dovolenou, mezi jeho přátele patřil J.Š.Baar. Vedle vlivu Vrchlického také k stáru narůstá vliv Josefa Václava Sládka, nicméně vliv Vrchlického stále převažuje. Kromě stylu se také jeho návaznost projevuje ve formě – nejčastěji používá sonet a siciliánu, stejně jako jeho učitel. Psal také prózu, literaturu pro děti a mládež.
Upravoval také texty hudebním skladatelům, např. V. Novákovi (Dědův odkaz), J. B. Foerstrovi (Svatý Václav), K. Hábovi (Jánošík) aj. Byl ve své době úspěšným překladatelem angloamerických a německých básníků, dramatiků i prozaiků. Jeho nejvýznamnějším dílem je překlad Sonetů Williama Shakespeara. Přeložil také další Shakespearova díla (v návaznosti na překlady Sládkovy). Dále přeložil například několik Byronových básní. Překládal také dobové anglosaské básníky (kupříkladu výbor z Oscara Wildea), v překladu se drží zavedené tradice Sládka a Vrchlického. Uspořádal první český dvoudílný výbor moderní americké poezie.
Používal pseudonymy Petr Jasmín, A. K. Lešan, Blažej Orlík aj.
V roce 1898 se po dlouholeté známosti oženil s učitelkou Antonií Říhovou. Měli dvě děti, dceru Evu a syna Ivana, který se stal významným botanikem, odborníkem na růže a vedoucím botanického oddělení Národního muzea.
Antonín Klášterský zemřel na rakovinu krku 3. října 1938 a je pochován v hrobce významných osobností českého národa Slavín na Vyšehradském hřbitově v Praze.
Stal se čestným občanem Mirovic, čestným členem Chodského národopisu v Domažlicích. V Praze XVI bydlel na adrese Husova 4.

## Dílo

### Básnické sbírky
- Ptačí svět (1888)
- Živým a mrtvým (1889)
- Spadalé listí (1890)
- Písně práce (1891)
- Poli a lesy (1892)
- Drobty života (1892)
- Epické básně (1893)
- Pražské motivy (1894)
- Srdce duše (1894)
- Noční violy (1894)
- Živé stíny (1897)
- Vzpomínky z jihu (1897)
- Tmavé růže (1897)
- Sonety tiché pohody (1899)
- Nové básně (1901)
- Cestou podle moře (1902)
- Sny a toulky (1905)
- Sonety prchavých okamžiků (1907)
- Z českých žalmů (1911)
- České balady, legendy a j. básně (1912)
- Ironické siciliány (1913)
- Ze zápisníku mrtvého (1917)
- Zaváto (1918)
- Na českém jihu (1919)
- Dojmy a nálady (1920)
- V záři svobody (1923)
- Sonety babího léta (1926)
- Chodský písně (1926)
- Zimní pohádka (1928)
- Probuzení (1930)
- Nové jihočeské melodie (1930)
- Z cest velkých i menších (1933)
- Chvíle zasnění a vzpomínek (1934)
- Vánoce (1935)

### Jiné
- Salon paní starostové: aktovka – 1888
- Česká poesie XIX. věku – spoluredigoval. 1898–1891
- Básně Rudolfa Mayera – připravil vydání. 1902
- Písně o bledé dívce: Václav Šolc – připravil vydání. 1904
- Moderní poesie americká – uspořádal. Praha: Jan Otto, 1907–1909
- O správě a kontrole okresních záložen hospodářských – 1912
- Josef V. Sládek: studie – 1922
- Sborník Společnosti Jaroslava Vrchlického – spoluredigoval. 1932–1937
- Vzpomínky a portréty: soubor vzpomínkových statí – 1934
- Padesát let spolku českých spisovatelů beletristu Máj – spoluredigoval. 1938
- Černá hodinka: sborníček – spoluredigoval

### Mládeži
- Myška na zkušené: veršovaná pohádka – 1900
- Uzlíček pohádek: parafráze čtyř anglických pohádek – 1903
- Modré zvonky: verše – 1905
- Z čarovné studánky: humoristicky zabarvené písně a písničky – 1909
- Slunný den: verše – 1918
- Jedlík Tytypán: veršovaná knížka – 1931

### Překlady
- Výbor básní – Nikolaus Lenau. Praha: J. Otto, 1893
- Mazeppa – Lord Byron. Praha: Alois Wiesner,
- Vězeň chillonský – Lord Byron. Praha: A. Wiesner, 1900
- Básně – Henry W. Longfellow. Praha: J. Otto, 1902
- Thomas Bailey Aldrich: výbor poezie. Praha: J. Otto, 1903
- Parisina – Lord Byron. Praha: J. Otto, 1904
- Jindřich IV.: historická hra v pěti jednáních – William Shakespeare; přeložili J. V. Sládek a A. Klášterský. Praha: b. n., 1912–1913
- Jindřich VI.: historická hra v pěti jednáních – William Shakespeare. Praha: J. Otto, 1906
- Jindřich VIII.: historická hra v pěti jednáních – William Shakespeare. Praha: J. Otto: Česká akademie císaře Františka Josefa pro vědy, slovesnost a umění, 1915
- Sonety portugalské – Elizabeth Barrettová-Browningová. Praha: Ženský klub, 1908
- Sonety imaginární a Sonety bezkřídlých hodin – Eugene Lee-Hamilton. Praha: J. Otto, 1908
- Thanatopsis a jiné básně – William Cullent Bryant. Praha: J. Otto, 1909
- Básně – Oscar Wilde. 1910
- Pán a sluha: veršované drama – Ludwig Fulda. 1912
- Zlata kniha ze Shakespeara – Mary Macleod; illustroval Gordon Browne. Praha: Josef Richard Vilímek, 1912
- Dům o sedmi patrech: román – Nathaniel Hawthorne. 1913
- Růže a prsten: pohádka – William Makepeace Thackeray. 1914
- Titus Andronikus: tragédie v pěti jednáních – William Shakespeare. Praha: Česká akademie císaře Františka Josefa pro vědy, slovesnost a umění: J. Otto, 1915
- Cesty a příhody Odysseovy: povídky – Jeanie Lang. 1915
- Řezbáři: drama – K. Schönberr. 1919
- Chudý muž musí mít za ušima – Calderon-Adler. 1920
- Domov a svět: román – Rabíndranáth Thákur. Praha: J. R. Vilímek, 1920
- Zdviž: šprýmovná hra o 3 částech – William Dean Howells. Praha Karlín: Zora, 1921
- Perikles: kníže tyrský: hra o pěti jednáních – William Shakespeare. Praha: J. Otto, 1922
- Sonety – Wiliam Shakespeare. Kladno: Jar. Šnajdr, 1923
- Láska: tragédie – Anton Wildgans. Praha: Zora, 1923
- Thanatopsis a jiné básně – William Cullen Bryant. Praha: J. Otto, 1924?.
- Tajemství vítězného života – Orizon Swett Marden; přeložil Gustav Žďárský; verše A. Klášterský. Praha: J. R. Vilímek, 1924
- Mlčeti je zločin – Orizon Swett Marden; přeložil G. Žďárský; verše A. Klášterský. Praha: J. R. Vilímek, 1925
- Domov a svět – Rabíndranáth Thákur. Kladno: J. Šnajdr, 1927
- Epipsychidion: verše, věnované vznešené a nešťastné dámě Emilii v ..., nyní uvězněné v klášteře v ... – Percy Bysshe Shelley. Praha: J. Otto, 1931
- Strůjce svého štěstí – Orison Swett Marden; přeložil G. Žďárský, verše A. Klášterský. Praha: J. R. Vilímek, 1936.
- Tragédie 1: Troilus a Kressida; Coriolanus; Titus Andronicus; Romeo a Julie; Timon Athénský; Julius Caesar. 1. díl – William Shakespeare; přeložili A. Klášterský, J. V. Sládek. Praha: Státní nakladatelství krásné literatury hudby a umění (SNKLHU), 1962
- Historie. 1, Král Jan – Richard II. – Jindřich IV. – Jindřich V. – Jindřich VI – William Shakespeare; přeložili J. V. Sládek a A. Klášterský; poznámky a vysvětlivky napsal s pomocí Ludmily Vočadlové Otakar Vočadlo: Praha: SNKLHU, 1964